# Alfred Bund
Alfred Vincenz Bund (* 19. November 1882 in Assamstadt, Baden; † 3. August 1975) war ein deutscher Finanzwissenschaftler.

## Werdegang
Alfred Bund legte sein Abitur in Pforzheim ab. Danach studierte er Finanzwissenschaft und Rechtswissenschaft in Freiburg, Berlin und Grenoble. Er war Mitglied der katholischen Studentenverbindungen KStV Brisgovia Freiburg und KStV Askania-Burgundia Berlin im KV. 1914 wurde er Referent bei der großherzoglichen Oberdirektion des Wasser- und Straßenbaues, damit verbunden war die Ernennung zum Finanzamtmann. 1915 bis 1918 nahm er am Ersten Weltkrieg teil. 1920 wurde er Oberfinanzrat und 1925 Ministerialrat. Nach Ende des Zweiten Weltkriegs wurde er am 1. Juni 1945 von der französischen Militärregierung als Ministerialdirektor für die Leitung des Badischen Finanz- und Wirtschaftsministeriums eingesetzt. Am 6. April 1946 folgte seine Ernennung zum Präsidenten der Landesverwaltung Baden. Zum 1. Januar 1950 wurde er in den Ruhestand versetzt.
Bund war Professor für Finanzwissenschaften an der Technischen Hochschule Karlsruhe und stellvertretender Vorsitzender des Aufsichtsrats der Badischen Bank in Freiburg.

## Auszeichnungen
- 1952: Großes Verdienstkreuz der Bundesrepublik Deutschland